# Віштя (Клуж)
Віштя (рум. Viștea) — село у повіті Клуж в Румунії. Входить до складу комуни Гирбеу.
Село розташоване на відстані 336 км на північний захід від Бухареста, 15 км на захід від Клуж-Напоки.

## Населення
За даними перепису населення 2002 року у селі проживали 819 осіб.
Національний склад населення села:
| Національність | Кількість осіб | Відсоток |
| -------------- | -------------- | -------- |
| угорці         | 784            | 95,7%    |
| румуни         | 35             | 4,3%     |

Рідною мовою назвали:
| Мова      | Кількість осіб | Відсоток |
| --------- | -------------- | -------- |
| угорська  | 785            | 95,8%    |
| румунська | 34             | 4,2%     |